# Отсечённый ромбоикосододекаэдр
Отсечённый ромбоикосододека́эдр — один из многогранников Джонсона (J76, по Залгаллеру — М6+М14=2М6+М13).
Составлен из 52 граней: 15 правильных треугольников, 25 квадратов, 11 правильных пятиугольников и 1 правильного десятиугольника. Десятиугольная грань окружена пятью пятиугольными и пятью квадратными; среди пятиугольных граней 5 окружены десятиугольной и четырьмя квадратными, остальные 6 — пятью квадратными; среди квадратных граней 5 окружены десятиугольной, двумя пятиугольными и треугольной, остальные 20 — двумя пятиугольными и двумя треугольными; каждая треугольная грань окружена тремя квадратными.
Имеет 105 рёбер одинаковой длины. 5 рёбер располагаются между десятиугольной и пятиугольной гранями, 5 рёбер — между десятиугольной и квадратной, 50 рёбер — между пятиугольной и квадратной, остальные 45 — между квадратной и треугольной.
У отсечённого ромбоикосододекаэдра 55 вершин. В 10 вершинах сходятся десятиугольная, пятиугольная и квадратная грани; в 45 вершинах сходятся пятиугольная, две квадратных и треугольная грани.
Отсечённый ромбоикосододекаэдр можно получить из ромбоикосододекаэдра, отсекши от того пятискатный купол (J5). Вершины полученного многогранника — 55 из 60 вершин ромбоикосододекаэдра, рёбра — 105 из 120 рёбер ромбоикосододекаэдра; отсюда ясно, что у отсечённого ромбоикосододекаэдра тоже существуют описанная и полувписанная сферы, причём они совпадают с описанной и полувписанной сферами исходного ромбоикосододекаэдра.

## Метрические характеристики
Если отсечённый ромбоикосододекаэдр имеет ребро длины {\displaystyle a}, его площадь поверхности и объём выражаются как
{\displaystyle S={\frac {1}{4}}\left(100+15{\sqrt {3}}+\left(10+11{\sqrt {5}}\right){\sqrt {5+2{\sqrt {5}}}}\right)a^{2}\approx 58{,}1146508a^{2},}
{\displaystyle V={\frac {1}{6}}\left(115+54{\sqrt {5}}\right)a^{3}\approx 39{,}2912785a^{3}.}
Радиус описанной сферы (проходящей через все вершины многогранника) при этом будет равен
{\displaystyle R={\frac {1}{2}}{\sqrt {11+4{\sqrt {5}}}}\;a\approx 2{,}2329505a;}
радиус полувписанной сферы (касающейся всех рёбер в их серединах) —
{\displaystyle \rho ={\frac {1}{2}}{\sqrt {10+4{\sqrt {5}}}}\;a\approx 2{,}1762509a.}